# Zlata Potapova
Zlata Mihailovna Potapova (în rusă Злата Михайловна Потапова) (n. 19 august 1918, Moscova — d. 1994, Moscova) a fost o filologă, critic literar și traducătoare sovietică și rusă. Ea era specialistă în limbile romanice, în special în limba italiană.

## Biografie
A absolvit cursurile Institutului de Filosofie, Literatură și Istorie „Nikolai Cernîșevski” din Moscova (1941). A obținut titlul științific de doctor în filologie. A lucrat în perioada 1952—1984 la Institutul de Literatură Universală „Maxim Gorki” din Moscova. Activitatea ei pe plan literar i-a adus mai multe medalii. A devenit membru al Uniunii Scriitorilor din URSS (1970). 

## Scrieri

### Critică și istorie literară
- Неореализм в итальянской литературе. Moscova, 1961.
- Русско-итальянские литературные связи: Вторая половина XIX века. Moscova, 1973.
- Итальянский роман сегодня. Moscova, 1977.

### Traduceri
- Gianni Rodari, Приключения Чиполлино (Aventurile lui Cipollino), Moscova, 1961.
- Cezar Petrescu, Крушение (Întunecare), Moscova, 1963 - în colaborare cu M. Lvova